# Scribd
Scribd – strona internetowa, na której każdy może udostępnić swoje dokumenty. Obecnie przechowuje ok. 40 mln różnego rodzaju dokumentów, z których miesięcznie korzysta ok. 80 mln użytkowników. Strona była początkowo finansowana kwotą 12 tys. dolarów ze środków finansowych firmy Y Combinator, ale od tego czasu otrzymała przeszło 3,7 mln dolarów od Redpoint Ventures i The Kinsey Hills Group.

## iPaper
W 2008 Scribd uruchomił serwis iPaper, który umożliwia użytkowikom przeglądanie dokumentów bezpośrednio na stronie internetowej.